# Gboard
Gboard ist eine Bildschirmtastatur von Google für Android- und IOS-Geräte. Mit über einer Milliarde verzeichneter Installationen im Google Play Store, gehört sie zu den beliebtesten Apps für Android.

## Geschichte
Die Erstveröffentlichung erfolgte im Mai 2016 für iOS und im Dezember für Android und ersetzte dort die Google Keyboard-App. Während die iOS-Version bei Release nur Englisch unterstützte, verfügte die Android-Version bei Release bereits über 100 Sprachen. Im August 2016 wurden für die iOS-App die Sprachen Deutsch, Französisch, Italienisch, Spanisch und Portugiesisch ergänzt. Des Weiteren Design- und Personalisierungsoptionen hinzugefügt und die App um eine Funktion ergänzt, die es ermöglicht, Gifs passend zum Text zu finden und zu verschicken.
Im April 2017 wurden 11 indische Sprachen hinzugefügt, womit Gboard über 22 indische Sprachen verfügt. Weitere Sprachvarianten aus anderen Sprachen wurden im März 2018 stark erweitert. Seit Juni 2017 ist es möglich, Emojis mit der Hand zu zeichnen und ganze Sätze, anstatt nur einzelner Wörter vorschlagen zu lassen. Eine Offline-Spracherkennung wurde im März 2019 veröffentlicht. Im April 2019 wurde Gboard um Sticker erweitert, die auch in WhatsApp versendet werden können. Im Oktober 2019 ließen sich im Gboard bis zu 916 Sprachen auswählen. Aktuell testet Google Sticker-Vorschläge basierend auf zuvor ausgewählten Emojis von dem Nutzer in der Betaphase.

## Funktionen
Da die Tastatur für Systeme mit einem Touchscreen wie dem Smartphone oder Tablet designt wurde, müssen die Tasten auf der kleineren Fläche einfach und schnell getippt werden können. Um Rechtschreibfehler zu vermeiden und häufig verwendete Wörter ausschreiben zu lassen, soll eine integrierte Autokorrektur helfen. Die Wörter basieren dabei auf bereits zuvor eingegebenen Wörtern des Nutzers und Vorschlägen der Google-Suche. Weiterhin unterstützt die Tastatur das Senden von Emojis, Stickern und Gif-Dateien. Sprache und Schrift lassen sich ebenfalls ändern und das Design der Tastatur personalisieren. Texte können außerdem durch Manuelles Schreiben oder mit der integrierten Diktiersoftware erstellt werden. Weitere Funktionen sind eine Zwischenspeicher-Verwaltung, eine eingebundene Google-Suchfunktion und eine Integration von Google Übersetzer. Die Tastatur kann ein- oder zweihändig verwendet und deren Position und Größe angepasst werden.